# Желівськего (станція метро)
50°04′42″ пн. ш. 14°28′27″ сх. д. / 50.07833° пн. ш. 14.47417° сх. д.
Желівськего (чеськ. Želivského) — станція Празького метрополітену. Розташована між станціями «Флора» і «Страшніцька». До 11 липня 1987  року станція була кінцевою.
Конструкція станції — пілонна трисклепінна глибокого закладення (глибина — 26,6 м). 

## Історія і походження назви
Станція була відкрита 19 грудня 1980 року у складі пускової дільниці лінії A «Наместі Миру» — «Желівськего». Назва походить від вулиці, яка, в свою чергу, названа на честь гуситського священика Яна Желівського.

## Колійний розвиток
За станцією в сторону станції «Страшніцька» розташован одноколійний оборотний тупик.